# 同步電路
同步電路是一種由定時器訊號子電路所同步的一種時序邏輯電路。
在一個同步電路中，元件中邏輯等級的每一個改變都是同時的。所有的轉變都是遵循一個特別的同步訊號，稱為「時鐘（時脈）」。不管邏輯的链接有多長，在於時鐘以及其他部份的邏輯轉變都是沒有延遲的，所以在整個電路的行為（在任意一點）皆可在任何速度下精確被預見。
在实际的电路中，时钟源到达各个寄存器的线网长度不同，因此需要使用一些时钟缓冲器来尽量降低时钟偏移的影响。